# Lijst van nummer 1-hits in de UK Singles Chart in 1978
Deze hits stonden in 1978 op nummer 1 in de UK Singles Chart:
| Datum        | Artiest                                  | Titel                                                      |
| ------------ | ---------------------------------------- | ---------------------------------------------------------- |
| 7 januari    | Wings                                    | Mull of Kintyre / Girls' school                            |
| 14 januari   | Wings                                    | Mull of Kintyre / Girls' school                            |
| 21 januari   | Wings                                    | Mull of Kintyre / Girls' school                            |
| 28 januari   | Wings                                    | Mull of Kintyre / Girls' school                            |
| 4 februari   | Althea & Donna                           | Uptown top ranking                                         |
| 11 februari  | Brotherhood Of Man                       | Figaro                                                     |
| 18 februari  | ABBA                                     | Take a chance on me                                        |
| 25 februari  | ABBA                                     | Take a chance on me                                        |
| 4 maart      | ABBA                                     | Take a chance on me                                        |
| 11 maart     | Kate Bush                                | Wuthering Heights                                          |
| 18 maart     | Kate Bush                                | Wuthering heights                                          |
| 25 maart     | Kate Bush                                | Wuthering heights                                          |
| 1 april      | Kate Bush                                | Wuthering heights                                          |
| 8 april      | Brian & Michael                          | Matchstalk men and matchstalk cats and dogs (Lowry's song) |
| 15 april     | Brian & Michael                          | Matchstalk men and matchstalk cats and dogs (Lowry's song) |
| 22 april     | Brian & Michael                          | Matchstalk men and matchstalk cats and dogs (Lowry's song) |
| 29 april     | The Bee Gees                             | Night fever                                                |
| 6 mei        | The Bee Gees                             | Night fever                                                |
| 13 mei       | Boney M                                  | Rivers of Babylon / Brown girl in the ring                 |
| 20 mei       | Boney M                                  | Rivers of Babylon / Brown girl in the ring                 |
| 27 mei       | Boney M                                  | Rivers of Babylon / Brown girl in the ring                 |
| 3 juni       | Boney M                                  | Rivers of Babylon / Brown girl in the ring                 |
| 10 juni      | Boney M                                  | Rivers of Babylon / Brown girl in the ring                 |
| 17 juni      | John Travolta & Olivia Newton-John       | You're the one that I want                                 |
| 24 juni      | John Travolta & Olivia Newton-John       | You're the one that I want                                 |
| 1 juli       | John Travolta & Olivia Newton-John       | You're the one that I want                                 |
| 8 juli       | John Travolta & Olivia Newton-John       | You're the one that I want                                 |
| 15 juli      | John Travolta & Olivia Newton-John       | You're the one that I want                                 |
| 22 juli      | John Travolta & Olivia Newton-John       | You're the one that I want                                 |
| 29 juli      | John Travolta & Olivia Newton-John       | You're the one that I want                                 |
| 5 augustus   | John Travolta & Olivia Newton-John       | You're the one that I want                                 |
| 12 augustus  | John Travolta & Olivia Newton-John       | You're the one that I want                                 |
| 19 augustus  | The Commodores                           | Three times a lady                                         |
| 26 augustus  | The Commodores                           | Three times a lady                                         |
| 2 september  | The Commodores                           | Three times a lady                                         |
| 9 september  | The Commodores                           | Three times a lady                                         |
| 16 september | The Commodores                           | Three times a lady                                         |
| 23 september | 10CC                                     | Dreadlock holiday                                          |
| 30 september | John Travolta, Olivia Newton-John & Cast | Summer nights                                              |
| 7 oktober    | John Travolta, Olivia Newton-John & Cast | Summer nights                                              |
| 14 oktober   | John Travolta, Olivia Newton-John & Cast | Summer nights                                              |
| 21 oktober   | John Travolta, Olivia Newton-John & Cast | Summer nights                                              |
| 28 oktober   | John Travolta, Olivia Newton-John & Cast | Summer nights                                              |
| 4 november   | John Travolta, Olivia Newton-John & Cast | Summer nights                                              |
| 11 november  | John Travolta, Olivia Newton-John & Cast | Summer nights                                              |
| 18 november  | The Boomtown Rats                        | Rat trap                                                   |
| 25 november  | The Boomtown Rats                        | Rat trap                                                   |
| 2 december   | Rod Stewart                              | Da ya think I'm sexy                                       |
| 9 december   | Boney M                                  | Mary's boy child - Oh my Lord                              |
| 16 december  | Boney M                                  | Mary's boy child - Oh my Lord                              |
| 23 december  | Boney M                                  | Mary's boy child - Oh my Lord                              |
| 30 december  | Boney M                                  | Mary's boy child - Oh my Lord                              |

1952 ·
1953 ·
1954 ·
1955 ·
1956 ·
1957 ·
1958 ·
1959 ·
1960 ·
1961 ·
1962 ·
1963 ·
1964 ·
1965 ·
1966 ·
1967 ·
1968 ·
1969 ·
1970 ·
1971 ·
1972 ·
1973 ·
1974 ·
1975 ·
1976 ·
1977 ·
1978 ·
1979 ·
1980 ·
1981 ·
1982 ·
1983 ·
1984 ·
1985 ·
1986 ·
1987 ·
1988 ·
1989 ·
1990 ·
1991 ·
1992 ·
1993 ·
1994 ·
1995 ·
1996 ·
1997 ·
1998 ·
1999 ·
2000 ·
2001 ·
2002 ·
2003 ·
2004 ·
2005 ·
2006 ·
2007 ·
2008 ·
2009 ·
2010 ·
2011 ·
2012 ·
2013 ·
2014 ·
2015 ·
2016 ·
2017 ·
2018 ·
2019 ·
2020 ·
2021
- Nederland (Top 40)
- Nederland (Single Top 100)
- Vlaanderen (Radio 2 Top 30)
- Duitsland
- Verenigd Koninkrijk
- Verenigde Staten (Hot 100)